# قيس وليلى (فلم 1960)
قيس وليلى هو فيلمٌ مصريٌ أُنتج عام 1960.
هذا الفيلم هو ثاني فيلم مصري يتحدث عن قصة الحب بين قيس بن الملوح، وليلى العامرية بعد الفيلم الذي يحمل نفس الاسم المنتج عام 1939. وشارك في تأليفه المؤلف السيد زيادة الذين كان أحد المشاركين في تأليف الفيلم الأول. كما كان الممثل عباس فارس هو الممثل الوحيد الذي اشترك في الفيلمين.

## قصة الفيلم
يهيم الشاعر قيس بن الملوح (شكري سرحان) حباً بليلى (ماجدة) ابنة عمه، ويقول فيها شعراً. لكن كبار القبيلة يحرمونه من لقاءها. تتزوج لاحقاً من ورد (عمر الحريري) لكنه قيساً يظل على حبه لها.

## وصلات خارجية
- مقالات تستعمل روابط فنية بلا صلة مع ويكي بيانات
- قيس وليلى على الدهليز
- قيس وليلى على كاروهات

## مصدر
1. ↑  محمود قاسم، موسوعة الأفلام الروائية في مصر والعالم العربي، الجزء الثاني، الهيئة المصرية العامة للكتاب، 2006، ص 332-333.
2. ↑  صفحة الفيلم على موقع قاعدة بيانات الأفلام العربية. نسخة محفوظة 18 نوفمبر 2020 على موقع واي باك مشين.